# Trautberg
Trautberg ist ein Ortsteil der Gemeinde Castell im unterfränkischen Landkreis Kitzingen.

## Geografische Lage
Der Weiler liegt im äußersten Nordwesten des Casteller Gemeindegebietes. Nördlich beginnt das Gebiet des Marktes Rüdenhausen, im Westen liegt Wiesenbronn. Die Höfe reihen sich an der Kreisstraße KT 10 auf. Östlich von Trautberg befindet sich die Geiersmühle, im Norden fließt der Gründleinsbach vorbei.
Nächstgelegene größere Städte sind Kitzingen mit einer Distanz von etwa 12 Kilometern und Volkach in ungefähr 15 Kilometern Entfernung.

## Geschichte

### Mittelalter und Frühe Neuzeit
Die Geschichte des Weilers beginnt im 10. Jahrhundert. Damals wurde der Ort „Trutberg“ genannt, was auf eine heidnische Kultstätte, einen Berg der Druiden, hinweist. Nach anderen Deutungen geht der Name auch auf das mittelhochdeutsche Wort traut für vertraut zurück. Trautberg wäre dann als vertrauter Berg zu identifizieren. Vielleicht bezog sich diese Ersterwähnung auch lediglich auf den gleichnamigen Berg.
Das Dorf kam bald darauf in den Besitz der Grafen zu Castell und wurde Kernbesitz der Grafschaft Castell. Die Casteller nutzten das Hofgut wiederholt als Witwensitz. Ebenfalls saß dort die gräfliche Schäferei. In der Casteller Teilungsurkunde von 1258 wird von Weinstöcken berichtet, die um das Dorf wuchsen. 1453 wurde das Dorf auf einer Wildbannkarte der Grafen nicht verzeichnet, dennoch wird der Ort weiterhin existiert haben.
Im Jahr 1582 erhielt der Trautberg eine eigene Gemarkung. Auf einer Darstellung aus dem Jahr 1700 ist Trautberg mit einer Mühle zu erkennen. Noch 1719 bestanden die sogenannte Grünewaldsmühle und der herrschaftliche Schafhof. Außerdem war dort die gräfliche Wasenmeisterei vor ihrem Umzug ins heutige Forsthaus untergebracht. Um 1808 war der Weiler von lediglich drei Familien bewohnt. Die Grafen zu Castell planten daraufhin in der Mitte des 19. Jahrhunderts den Verkauf der Trautberghöfe.

### Das Trautberger Haus
Im Jahr 1849 hatten sich die lutherischen Pfarrer von Castell, Rüdenhausen und Wiesenbronn zu einem Verein zusammengeschlossen. Ziel war die Gründung eines Rettungshauses nach dem Vorbild des „Rauhen Hauses“ in Hamburg. Die Ideen einer kirchlichen Armutsbekämpfung in einzelnen Hausgemeinschaften erhielt durch den Erlanger Stadtvikar Julius Schunck weiteren Auftrieb. Das Projekt wurde frühzeitig von den Grafen zu Castell unterstützt, die dem Verein den Verkauf von Trautberg in Aussicht stellten. Im Jahr 1849 präsentierten die Geistlichen ihre Ideen auf der Zeilitzheimer Konferenz von 1849.
Mit der persönlichen Unterstützung Wicherns und der Eintreibung von Spenden in Höhe von über 3600 Gulden gelang wenige Monate später die Eröffnung des Trautberger Hauses. Erster Leiter wurde der im „Rauhen Haus“ geschulte Pädagoge Conrad Blaufuß. Mit dessen Hochzeit mit Minette, geborene Eckart begann man 1852 auch Mädchen in den Räumlichkeiten aufzunehmen. Während bereits arme Kinder und Jugendliche versorgt wurden, baute man das Anwesen um. In der ehemaligen Schafscheune entstanden Schlaf- und Wohnräume, ein Betsaal und Werkstätten.
Die Ideen Conrad Blaufuß’ führten auch zur Umwandlung weiterer Häuser in der näheren Umgebung. Am 21. Oktober 1855 wurde in der benachbarten Gründleinsmühle ein Asyl für entlassene jugendliche Straftäter eingerichtet, eine ähnliche Institution entstand auch in Atzhausen. 1856 eröffnete in Rüdenhausen das sogenannte Martinsstift für Waisenkinder aus lutherischen Lehrerfamilien. 1858 verlegte man die Einrichtungen aus der Gründleinsmühle nach Kleinlangheim in den sogenannten Wutschenhof. Hierher zog Blaufuß auch selbst im Jahr 1866.
Auch nach dem Weggang des Gründungs-Hausvaters wuchs die Einrichtung weiter. Die Einrichtung wurde weiterhin von Spenden getragen, die Bewohner waren weitgehend auf die Selbstversorgung mit Lebensmitteln aus dem Hausgarten angewiesen. Als Hauptspenderinnen taten sich die Gräfinnen zu Castell hervor. Zuschüsse erhielt das Trautberger Haus seit der Reichsgründung 1871 durch die gemeindlichen Armenkassen und dem St.-Johannis-Verein. Die Kostgelder wurden ebenfalls von den Armenkassen getragen. Sie entsandten auch die im Haus zu „rettenden“ Kinder.
Durch das Zwangserziehungsgesetz vom 10. Mai 1902 wurde die Unterbringung der Kinder nun durch staatliche Stellen kontrolliert. Da die bisher genutzten Baulichkeiten den neuen Anforderungen nicht mehr entsprachen und Renovierungen nicht ausreichten, musste ein Neubau geplant werden. Im Jahr 1910 feierte das Trautberger Haus zunächst sein 60.-jähriges Bestehen. Bei dem Festakt war auch der Oberkonsistorialpräsident der Evangelisch-Lutherischen Kirche in Bayern, Hermann von Bezzel, anwesend. Er überreichte den Verantwortlichen einen Staatszuschuss von 10.000 Mark ab Baubeginn.
Nachdem im Jahr 1912 bereits der Neubau des Hauses stand, zerstörte ein Brand die meisten älteren Baulichkeiten. Im Juli 1913 konnte das neue Haus bezogen werden. Bis nach dem Ersten Weltkrieg wurden im Trautberger Haus nun insgesamt 717 Kinder untergebracht. Während der NS-Diktatur wurde das Haus der Hitlerjugend unterstellt. Im Zweiten Weltkrieg wurden immer wieder die Bewohner des Augsburger Klauckehauses nach Trautberg evakuiert. Außerdem nahm man ab 1944 auch Kinder aus Würzburger Heimen, ab 1945 auch aus Kitzinger Einrichtungen auf.

### Teil der Rummelsberger Anstalten
Nach dem Zweiten Weltkrieg übernahmen die Rummelsberger Anstalten die Baulichkeiten in Trautberg, die nach der Rückkehr der Heimkinder aus Augsburg leer standen. Allerdings nahm die vollständige Übernahme der Institution noch die Jahre bis 1965 in Anspruch. Im Jahr 1952 wurden knapp 70 Jungen aus einem Heim auf Burg Hohenberg an der Eger mit dem Leiter Karl Rufer nach Trautberg umgesiedelt. Rufer setzte auf musikpädagogische Maßnahmen, sodass die Trautberger Jungen in den Dörfern der Umgebung gemeinsam als Posaunistenchor auftraten. In der unmittelbaren Nachkriegszeit übernahm auch das 62. Tankbataillon der US-Army die Patenschaft für das Trautberger Haus.
In den Räumlichkeiten wurde zwischen 1952 und 1968 außerdem eine Heimvolksschule untergebracht. Im Schuljahr 1960/1961 wurde zwei Klassen unterrichtet, eine Unterstufenklasse aus den Jahrgängen 1–6 und eine Oberstufen-Klasse mit 27 Kindern. Mit dem neuen Erziehungsgesetz von 1964 musste das Erziehungskonzept im Haus grundsätzlich überdacht werden. Fortan durften die Kinder nicht mehr zur Arbeit in der Landwirtschaft herangezogen werden. Zugleich änderten sich die Einweisungsgründe. Die meisten Einweisungen erfolgten nun durch die Jugendämter, die solche Verlegungen anweisen konnten.
Mit dem Ende des Schuljahrs 1968 wurde das Trautberger Haus geschlossen. Gründe waren die abseitige Lage und die veraltete Infrastruktur der Anlage. Im Jahr 1969 gelangten die Baulichkeiten für 68.000 DM an den Kitzinger Weinhändler Günther Pfeiffer. Es entstand eine Weinstube. 1991 wurden in den Räumlichkeiten Asylbewerber aus Osteuropa untergebracht. Im Jahr 1996 wurde das Anwesen an den Kitzinger Zahnarzt Ludwig Gergel verkauft. Das Anwesen ist heute nicht mehr öffentlich zugänglich.

## Kultur und Sehenswürdigkeiten

### Trautbergshöfe
Der Dorfmittelpunkt Trautbergs bestand jahrhundertelang aus zwei Höfen, die einige Zeit auch als Witwensitz für die gräfliche Familie genutzt wurden. Beide wurden erstmals im Jahr 1558 erwähnt und noch im selben Jahr unter zwei Pächtern aufgeteilt. Den einen der beiden Höfe erwarb bald die Herrschaft und im Jahr 1617 bewohnte die Gräfin Juliana zu Castell, geborene Gräfin zu Hohenlohe das Anwesen. Als Pächter trat zu diesem Zeitpunkt die Familie Rodamer auf. Bereits 1719 wurde der eine Hof als verlassen beschrieben.
Gräfin Juliana bewohnte den Hof nur ein Jahr und zog dann in den anderen um. Dort lebte sie bis 1672 und verkaufte dann den Hof an den Gutsverwalter Georg Grubert. In der Folgezeit wechselte die Anlage häufiger den Eigentümer, so hatte am Ende des 17. Jahrhunderts die Familie Albrecht den Trautbergshof inne. Zwischen 1737 und 1765 saß dort der Schultheiß und Gastwirt Leonhard Göllner. Sein Sohn übergab den Hof an den Mann seiner Tochter, Georg Leonhard Beyer, unter dem der Hof neu errichtet wurde.
Im 19. Jahrhundert erweiterte man das Anwesen um weitere Nebengebäude wie einen Viehstall. 1869 stockte man das Wohnhaus um ein Geschoss auf. Zu Beginn des 20. Jahrhunderts war die Familie Lösch in Besitz des Hofes. Am 29. September 1933 erklärten die Nationalsozialisten den Trautbergshof zu einem sogenannten Erbhof. Die Familie verpachtete die Anlage ab 1944 an verschiedene Beständer, die hier Landwirtschaft betrieben. Die Familie Lösch verkaufte den Hof im Jahr 1968. Nun wurde das Anwesen in ein reines Wohnhaus umgewandelt.

### Sage
Der Trautberg soll ursprünglich ein Hexenplatz gewesen sein. An den Ausläufern des Steigerwaldes und seinen Höhenzügen wütete der Wind besonders stark, sodass die Felder an stürmischen Tagen oft vom sogenannten Windbruch oder der Lagerfrucht heimgesucht wurden. Wenn dieser Windbruch während der Blüte des Korns passierte, konnte es vorkommen, dass die Ähren nicht befruchtet werden konnten und die Ernte gering ausfiel.
In Trautberg erklärte man sich den Windbruch und die fruchtlosen Streifen in den Äckern durch die Hexen. Sie übten auf diesen „Schleufen“ das Landen mit ihren Besen. Die Hexen sollen erst verschwunden sein, als das erste Mal Glocken im Kloster Münsterschwarzach erklangen.